# Lebowakgomo
Lebowakgomo es un pueblo situado en los altos de la provincia de Limpopo (región del Transvaal, Sudáfrica). Se encuentra a 30 kilómetros al sureste de Polokwane (antiguamente Pietersburg), la capital de la provincia, a la cual está unida por medio de una carretera.
Fue fundado en 1974 y destinado a servir durante el período de las políticas de "desarrollo separado" del apartheid, en sustitución del pueblo de Seshego, como capital del bantustán de Lebowa.
En el censo de población de 1996 los habitantes del pueblo sumaban 23.711 habitantes. La mayoría de sus habitantes son clasificados en Sudáfrica como sothos del norte, un subgrupo de la etnia basotho —lo que crea cierta confusión, pues basotho significa en su idioma "sotho del sur"—. El idioma más hablado por sus habitantes es el sesotho sa leboa.